# Список дипломатических миссий Гвинеи-Бисау

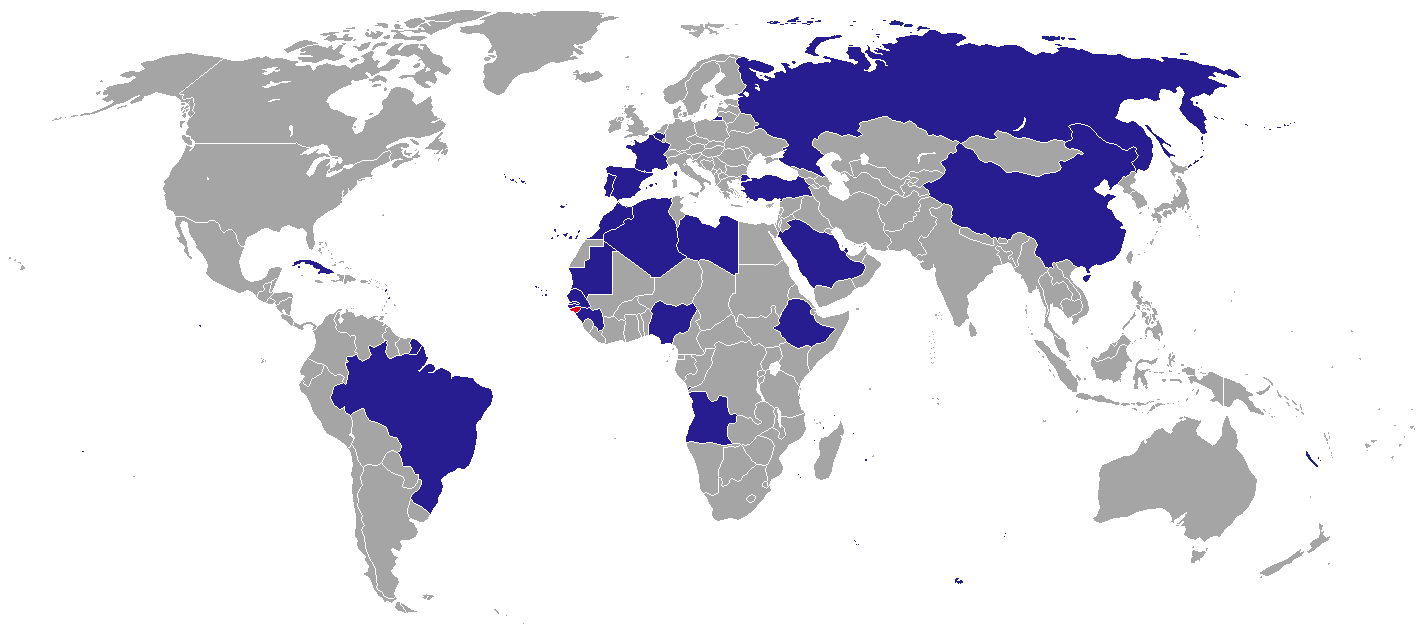
Дипломатические миссии Гвинеи-Бисау

Список дипломатических миссий Гвинеи-Бисау — перечень дипломатических миссий (посольств) и генеральных консульств Гвинеи-Бисау в странах мира (не включает почётных консульств).

## Европа
- Бельгия
  - Брюссель (посольство)
- Португалия
  - Лиссабон (посольство)
- Россия
  - Москва (посольство)
- Франция
  - Париж (посольство)
- Швейцария
  - Женева (консульство)

## Азия
- Китай
  - Пекин (посольство)

## Америка
- Куба
  - Гавана (посольство)

## Африка
- Алжир
  - Алжир (посольство)
- Гамбия
  - Банжул (посольство)
- Гвинея
  - Конакри (посольство)
- Сенегал
  - Дакар (посольство)
  - Зигиншор (генеральное консульство)

## Международные организации
- Нью-Йорк (делегация при ООН)